# Grigori Sokolnikov
Grigori Iakovlevitch Sokolnikov (em russo: Григо́рий Я́ковлевич Соко́льников) (Romni, Ucrânia, 3 de agosto de 1888 (calendário juliano) - 21 de maio de 1939). Economista, jornalista, político, advogado e diplomático soviético.

## Militância marxista revolucionária
Sokolnikov aderiu à corrente bolchevique em 1905, motivo pelo que foi detido e deportado pelo governo czarista. Morou em Paris, onde se graduou na Sorbonne em Economia e Leis. Com o início da Primeira Guerra Mundial, foi um dos destacados participantes da Segunda Internacional que se opuseram a apoiar qualquer um dos dois bandos, denunciando a guerra como um enfrentamento entre imperialistas.
Como membro do Comité Central do Partido Comunista russo desde 1917, foi Presidente da delegação russa que assinou o Tratado de Brest-Litovsk em 1918. Ademais, simultaneamente, foi integrante do Conselho Supremo de Economia, que dirigiu a nacionalização da banca, e também mebro do Conselho Militar Revolucionário. Em agosto de 1920, foi designado ainda comandante da fronte de Turquestão.

## Direção da Economia Soviética
Com o fim da Guerra Civil Russa, o talento de Sokolnikov foi utilizado para desenvolver a Nova Política Económica desenhada por Lenin. Para isso, foi nomeado Comissário Popular do Narkomfin, ocupando esse cargo entre 1922 e 1926 e fazendo parte do triunvirato que dirigia o Narkomfin, junto com Ievguêni Preobrajenski (que postulava as ideias contrárias e que se tornou o seu oponente) e com o economista A. M. Krasnoshchekov, que depois ocupou a direção do Banco Industrial (Prombank).
Sokolnikov terminou exercendo em solitário a direção política do Narkomfin, o que possibilitou estabelecer um sistema monetário firme, a estruturação de um orçamento estável com impostos monetários progressivos e o fortalecimento das atividades bancárias e de crédito do Estado, opondo-se às ideias de Preobrazhenski, Strumilin, Krasin e Larin no XI Congresso do Partido.
Sokolnikov considerava que a banca estatal devia ser a ferramenta fundamental para a direção correta da economia. Para isso, colaborou na fundação do Gosbank, que nesse ano abriu 21 sucursais e que em 1924 contava já com 389. Ademais, organizou uma rede de bancos setoriais (industrial, agrícola, cooperativo, regionais, etc.) sob a supremacia do Gosbank. Em 1924, o Estado soviético conseguiu, pela primeira vez, estabilizar a sua moeda sob a direção de Sokolnikov.

## Enfrentamento com Stalin
Porém, no XIV Congresso do PCUS, o próprio Sokolnikov criticou uma visão muito optimista da situação econômica e, ainda, chamou a democratizar o Partido internamente, o que o enfrentou com Stalin. Naquele congresso, Sokolnikov foi eleito mais uma vez para um lugar no Comité Central do PCUS, mas não para um cargo no Politburo. Um mês mais tarde foi substituído como Comissário do Narkomfin por Nikolai Briukhanov, e foi também apartado da direção do Gosplan (ocupando a vice-presidência). Desde aí, o seu enfrentamento com Stalin continuou pelas suas críticas ao projeto do Plano quinquenal (Sokolnikov advogava por desenvolver antes um plano a três anos centrado em elevar a produtividade).
Por causa disso, em 1928 foi destituído do Gosplan, passando a ocupar a chefia da indústria petroleira, onde negociou importantes contratos com companhias petrolíferas ocidentais. Como no caso do Tratado de Brest-Litovsk, demonstrou a sua habilidade diplomática, o que Stalin aproveitou para nomeá-lo embaixador em Londres e apartá-lo assim definitivamente da política soviética.
Após regressar à URSS em 1936, foi condenado a 10 anos de cárcere no processo conhecido como Segundo Julgamento de Moscovo. Desapareceu na prisão, possivelmente executado como outros opositores. A investigação durante o mandado de Nikita Khrushchev revelou que o assassinato foi orquestrado pelo NKVD, a polícia política secreta. Em 1988 foi reabilitada oficialmente a sua figura.
| Precedido por: {{{antes}}} | Narkomfin 1922 – 1926 | Sucedido por: {{{depois}}} |

## Outros artigos
- Narkomfin
- Gosplan
- Gosbank
- Comunismo